# Misurazione dell'organico
In economia aziendale, la misurazione dell'organico indica la metodologia usata per misurare le grandezze caratteristiche relative al numero di risorse umane in organico, nell'ambito della programmazione e controllo risorse.
La funzione della programmazione e controllo delle risorse umane può essere riepilogata con i seguenti obiettivi di lavoro:
- Elaborare i dati di budget e di preventivo (forecast) e gli obiettivi di medio periodo relativi all'evoluzione del costo di lavoro e degli organici in coerenza con l'evoluzione del piano industriale e del piano risorse. Programmare le componenti di costo/investimento e verificare il loro andamento;
- Predisporre rapporti gestionali e flussi informativi (periodici e a richiesta) relativi alla dinamica degli organici, ai costi di competenza, alla misurazione degli indicatori di performance, alla valutazione del capitale umano e ad altri fenomeni quantitativi connessi con le attività tipiche della Direzione HR, anche mediante confronti diretti con tutte le funzioni interne ed esterne interessate (in particolare Pianificazione e Amministrazione);
- Assicurare le rilevazioni statistiche sui fenomeni relativi alla gestione del personale richiesti da istituzioni esterne (associazioni di categoria, ISTAT, INPS, pubblica amministrazione, revisori, ecc.), indirizzando coerentemente i sistemi informativi del personale.

Relativamente alle misure del numero di risorse umane, conviene riferirsi a standard internazionali, che possono essere classificati in:
1. misure che conteggiano l'organico in base al "nastro orario retribuito"
2. misure che conteggiano l'organico in base al "nastro orario lavorato"

A monte di questi due gruppi, si può considerare una prima fondamentale misura:
- HDC (Headcount): conteggia tutto il personale amministrato a fine periodo, dove ogni risorsa vale per una unità indipendentemente dal nastro orario del suo contratto di lavoro (part-time o full-time).

Nell'ambito del gruppo legato al "nastro orario retribuito" si possono identificare le seguenti misure:
- HDE (Headcount Equivalent): calcola la media mensile di tutto il personale amministrato riproporzionandolo in base al nastro orario retribuito (part-time) e ai movimenti mensili di assunzione / cessazione;
- FTE (Full-time equivalent): calcola la media mensile di tutto il personale amministrato e distaccato, riproporzionandolo in base al nastro orario retribuito (part-time) e ai movimenti mensili di assunzione / cessazione.

Nell'ambito del gruppo legato al "nastro orario lavorato" si possono identificare le seguenti misure:
- EFE (Effort Equivalent): calcola la media mensile di tutto il personale amministrato riproporzionandolo in base al nastro orario lavorato (es. part-time) e ai movimenti mensili di assunzione / cessazione;
- FEE (FullEffort Equivalent): calcola la media mensile di tutto il personale amministrato e distaccato, riproporzionandolo in base al nastro orario lavorato (es. part-time) a ai movimenti mensili di assunzione / cessazione.